# Birgit Vogel-Heuser
Birgit Vogel-Heuser (* 12. November 1961 als Birgit Vogel, kurzzeitig auch bekannt unter Birgit Scherff) ist eine deutsche Informatikerin und Ordinaria für Automatisierung und Informationssysteme an der Fakultät für Maschinenwesen der Technischen Universität München.

## Werdegang
Vogel-Heuser schloss ihr Studium der Elektroingenieurwesen an der RWTH Aachen 1987 als Dipl.-Ing. ab und war anschließend als Doktorandin im Forschungsinstitut für Rationalisierung in einem Verbundprojekt des Werkzeugmaschinenlabors WZL der RWTH Aachen bei Manfred Weck, der Prozesssteuerung in der Schweißtechnik bei Paul Drews und der Arbeitswissenschaft bei Rolf Hackstein sowie Mannesmann Demag tätig. 1991 wurde sie an der RWTH Aachen bei Rolf Hackstein mit einer Dissertation über die Programmierung von Schweißrobotern mit Sprachein-/ausgabe mit „summa cum laude“ zum Dr.-Ing. promoviert.
Von 1991 bis 2000 war Vogel-Heuser in der industriellen Forschung und Entwicklung bei Siempelkamp und ATR Industrie-Elektronik tätig. Parallel leitete sie von 1996 bis 1998 den Lehrstuhl für Automatisierungstechnik an der Fernuniversität Hagen. 2000 erhielt sie zunächst die Bereichsleitung Interface bei Phoenix Contact übertragen, folgte dann aber noch im gleichen Jahr einem Ruf an die Bergische Universität Wuppertal, wo sie den Lehrstuhl für Automatisierungstechnik und Prozessinformatik leitete. 2006 wechselte sie an die Universität Kassel und erhielt dort die Leitung des Lehrstuhls für Eingebettete Systeme übertragen. 2009 folgte sie einem Ruf an die TU München, wo sie seither den Lehrstuhl für Automatisierung und Informationssysteme leitet. Seit 2014 führt Vogel-Heuser eine Gastprofessur im Bereich Mechanical Engineering am NSF Industry/University Cooperative Research Center for Intelligent Maintenance Systems (IMS) der University of Cincinnati durch.
Ihr Forschungsschwerpunkt liegt in der Modellierung verteilter eingebetteter Systeme in der Automatisierungstechnik und steuerungsbezogene Zuverlässigkeit und Usability sowie Mensch-Maschine-Interaktion in Verfahrenstechnik und Prozessbetrieb.
Von 2002 bis 2009 war Vogel-Heuser Chefredakteurin der Fachzeitschrift atp – Automatisierungstechnische Praxis.

## Auszeichnungen
- seit November 2015 Mitglied der Deutschen Akademie der Technikwissenschaften[3]
- seit März 2015 Mitglied von AcademiaNet nach Nominierung durch die Deutsche Akademie der Technikwissenschaften und die Deutsche Forschungsgemeinschaft[4]
- seit 2014 gewähltes Mitglied im Kuratorium des Deutschen Museums[5]
- November 2005 Sonderpreis der Initiative D21

## Publikationen (Auswahl)
- Martin Obermeier, Steven Braun, Birgit Vogel-Heuser: A Model Driven Approach on Object Oriented PLC Programming for Manufacturing Systems with regard to Usability. In: accepted paper, IEEE Transactions on Industrial Informatics, 2014. doi:10.1109/TII.2014.2346133
- Birgit Vogel-Heuser, Christian Diedrich, Alexander Fay, Sabina Jeschke, Stefan Kowalewski, Martin Wollschlaeger, Peter Göhner: Challenges for Software Engineering in Automation. In: Journal of Software Engineering and Applications, Vol. 7, No. 5, 2014. doi:10.4236/jsea.2014.75041
- Birgit Vogel-Heuser: Usability experiments to evaluate UML/SysML-based Model driven Software Engineering Notations for logic control in Manufacturing Automation. In: Journal of Software Engineering and Applications, Vol. 7, No. 11, 2014, S. 943–973. doi:10.4236/jsea.2014.711084
- Fang Li, Christoph Legat, Birgit Vogel-Heuser: Extension of Electronic Device Description Language for analysing change impacts in modular automation in manufacturing plants. In: Journal of Engineering Design, Vol. 25, No. 1–3, 2014, S. 125–149. doi:10.1080/09544828.2014.911825
- Birgit Vogel-Heuser, Jens Folmer, Christoph Legat: Anforderungen an die Softwareevolution in der Automatisierung des Maschinen- und Anlagenbaus. In: Automatisierungstechnik (at), Vol. 62, No. 3, 2014, S. 163–174. doi:10.1515/auto-2013-1051
- Christoph Legat, Jakob Mund, Alarico Campetelli, Georg Hackenberg, Jens Folmer, Daniel Schütz, Manfred Broy, Birgit Vogel-Heuser: Interface Behavior Modeling for Automatic Verification of Industrial Automation Systems' Functional Conformance. In: Automatisierungstechnik (at), Vol. 62, No. 11, 2014, S. 815–825. doi:10.1515/auto-2014-1126
- Birgit Vogel-Heuser, Christoph Legat, Jens Folmer, Susanne Rösch: Challenges of Parallel Evolution in Production Automation Focusing on Requirements Specification and Fault Handling. In: Automatisierungstechnik (at), Vol. 62, No. 11, 2014, S. 755–826. doi:10.1515/auto-2014-1111
- Birgit Vogel-Heuser, Daniel Schütz, Timo Frank, Christoph Legat: Model-Driven Engineering of Manufacturing Automation Software Projects – a SysML-based Approach. In: Mechatronics, Vol. 24, No. 7, 2014, S. 883–897. doi:10.1016/j.mechatronics.2014.05.003
- Birgit Vogel-Heuser; J. Folmer, G. Frey, L. Liu, H. Hermanns, A. Hartmanns: Graphical Modeling of Net-worked Architectures and Real-Time-Requirements for the Analysis of Networked Automation Systems. In: Transactions on Systems, Signals and Devices (TSSD), Vol. 9, No. 1, 2014. doi:10.1515/9783110448436-003
- Kerstin C. Duschl, Denise Gramß, Martin Obermeier, Birgit Vogel-Heuser: Towards a Taxonomy of Errors in PLC Programming. In: Cognition, Technology & Work, 2014. doi:10.1007/s10111-014-0307-x
- Birgit Vogel-Heuser, Udo Lindemann, Gunther Reinhart: Innovationsprozesse zyklenorientiert managen: Verzahnte Entwicklung von Produkt-Service Systemen. Springer 2014 ISBN 978-3-662-44932-5 (eingeschränkte Vorschau)
- Birgit Scherff, Erwin Haese, Hagen R. Wenzek: Feldbussysteme in der Praxis: Ein Leitfaden für den Anwender. Springer 1999 ISBN 978-3-540-63880-3 (eingeschränkte Vorschau)